# Marché de Noël
Ne doit pas être confondu avec Village de Noël.

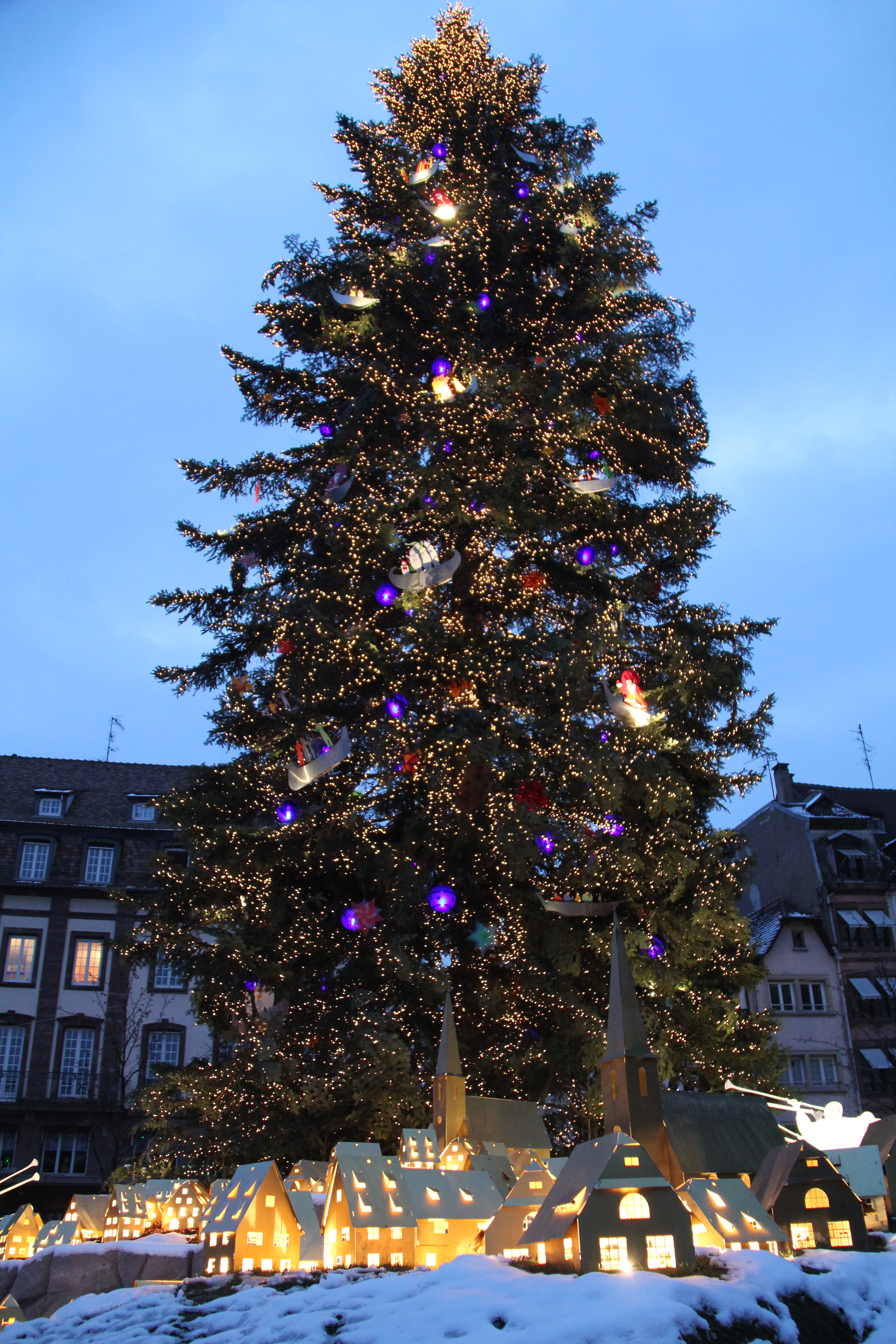
Le grand sapin de Noël, Place Kléber à Strasbourg en 2010 avec le village de Noël à ses pieds.

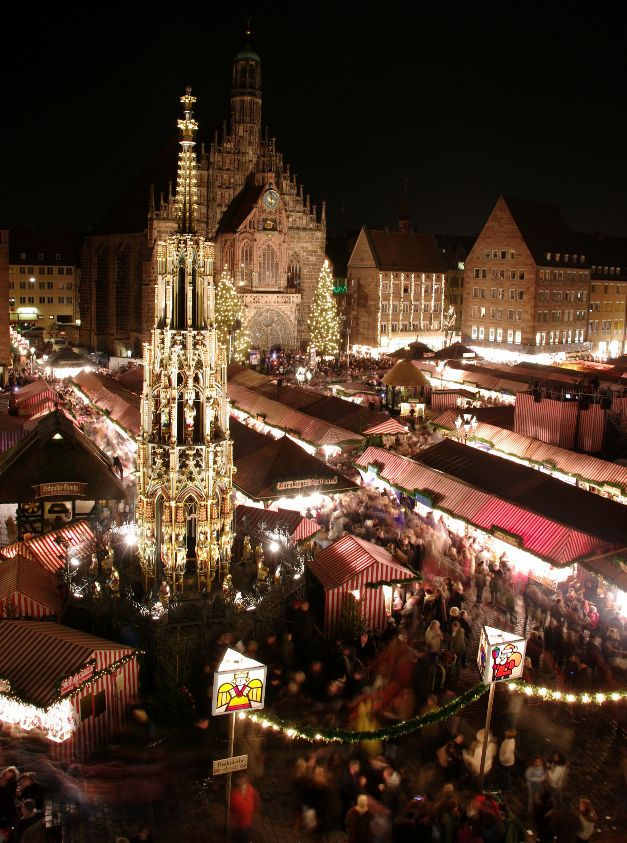
Marché de Noël à Nuremberg en 2008 avec l'Église Notre-Dame et La Belle Fontaine.

Un marché de Noël est un marché en plein air associé à la célébration de Noël et qui se tient traditionnellement pendant l'Avent. On y trouve tout ce qui touche aux fêtes de Noël et de la Saint-Nicolas.
Historiquement, les marchés de Noël étaient implantés en Europe Centrale et notamment germanique, 
dans des pays comme l'Autriche, la Suisse et particulièrement l'Allemagne ainsi que dans l'Est de la France : en Alsace, en Lorraine et en Franche-Comté. Plus récemment, ils se sont diffusés dans d'autres villes du monde.
Dans leurs régions d'origine ils représentent un atout économique et une attraction touristique majeure, ainsi en Alsace et notamment à Strasbourg (l'un des plus vieux du monde) les marchés de Noël sont visités par plusieurs millions de touristes chaque année ce qui engendre des centaines de millions d'euros de retombées économiques,.
Les marchés de Noël ne génèrent pas la même expérience chez tous les visiteurs. Certains sont émerveillés, d'autres sont critiques et rejettent l'évènement, d'autres encore sont en quête d’une authenticité absolue.
Certains des « nouveaux marchés de Noël », implantés récemment dans des villes dépourvues de cette tradition, sont cependant décriés pour leur manque d’authenticité et la vente majoritaire de gadgets fabriqués dans des pays à bas coûts, en contradiction avec l’artisanat et le travail du bois des marchés de Noël traditionnels.

## Historique
Les premières traces des marchés de Noël remontent au XIVe siècle en Allemagne, sous l'appellation « Marché de Saint Nicolas ». Le premier marché de Noël d'Allemagne serait celui de Bautzen, qui existerait depuis 1384,. Le premier document relatant un marché de Noël est daté de 1434 sous le règne de Frédéric II de Saxe, évoquant un « Striezelmarkt » qui a eu lieu à Dresde le lundi précédant Noël. Plus tard, la Réforme a perpétué la tradition en le rebaptisant « Christkindlmarkt » (marché de l'Enfant Christ) pour lutter contre le culte des saints. Le marché de Noël de Strasbourg date de 1570, celui de Nuremberg de 1628.
Au XIXe siècle, le Christkindelsmärik (en alsacien) se tenait au Frohnhof (place aux corvées) entre la cathédrale Notre-Dame de Strasbourg, le palais des Rohan de Strasbourg et le musée de l'Œuvre Notre-Dame (actuelle place du château) et avait lieu huit jours avant Noël et jusqu'à la messe de minuit.
Un renouveau a eu lieu au milieu des années 1990. De nombreuses villes en Europe ont instauré leur propre marché de Noël avec des chalets et parfois des attractions (patinoire éphémère, grande roue…) proposant ainsi un marché plus commercial.

## Attractions, boutiques, échoppes et stands
Les marchés de Noël sont en général organisés par la municipalité pendant tout le mois de décembre. On y trouve des petites échoppes avec des articles de décoration de Noël. Les attractions populaires dans les marchés incluent la crèche de Noël, des biscuits de Noël traditionnels, des produits régionaux ou artisanaux, des petits cadeaux et de quoi se restaurer (traditionnellement vin chaud, cannelle, gâteaux). De nouveaux objets ont récemment fait leur apparition sur les marchés comme des jouets, livres, gadgets…
Les marchés s'accompagnent également d’illuminations de Noël ainsi parfois que d’autres animations (spectacles de rue ou pyrotechniques, musique de Noël en ambiance sonore), attractions…

## Marchés de Noël notoires

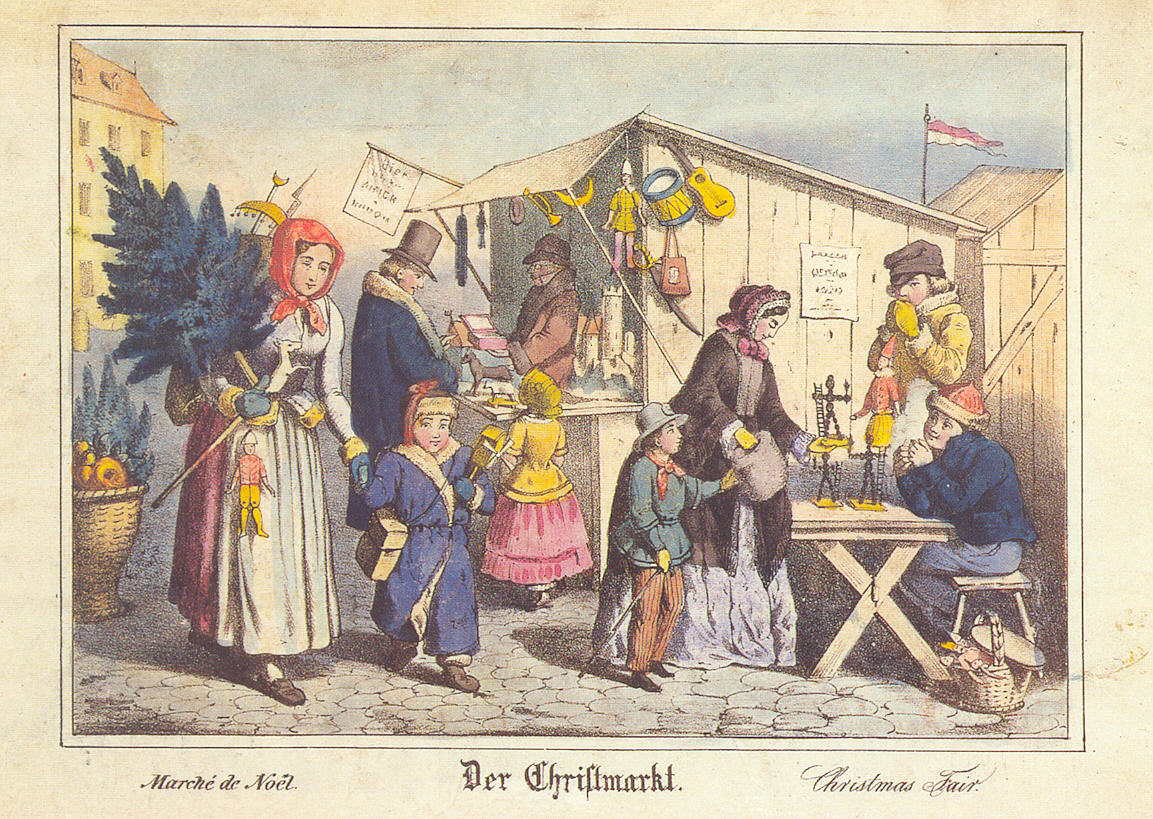
Marché de Noël à Nuremberg au XIXe siècle.

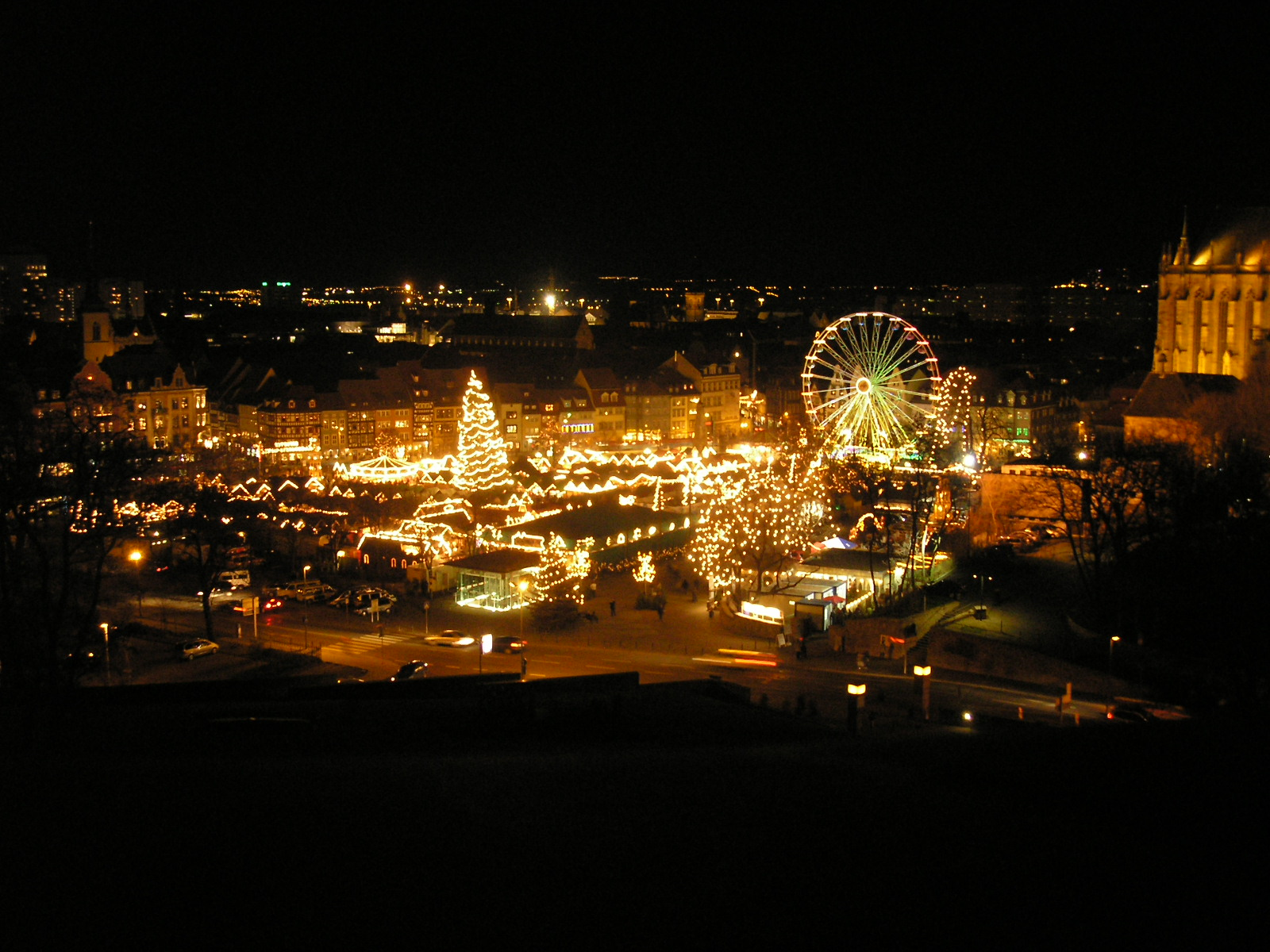
Marché de Noël à Erfurt en 2006.

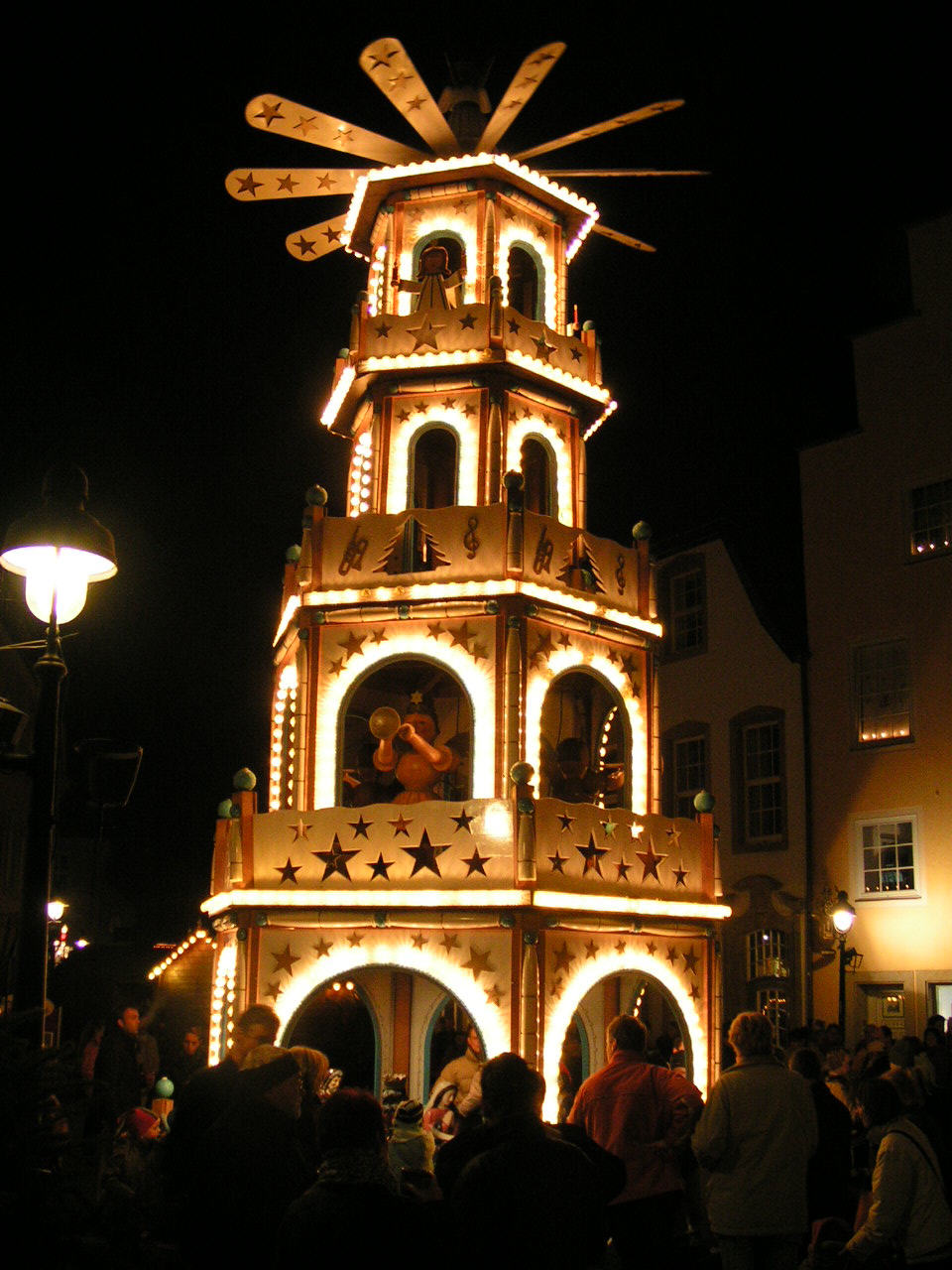
Pyramide de Noël sur le marché de Noël d'Osnabrück en Allemagne.

- En Allemagne, on retrouve des marchés de Noël, entre autres à Aix-la-Chapelle, Augsbourg, Bautzen, Berlin-Spandau, Brême, Heidelberg, Brunswick, Chemnitz, Cologne, Dresde, Leipzig, Magdebourg, Munich, Münster, Nuremberg et Stuttgart. Outre les sapins, des pyramides de Noël sont installées sur de nombreux marchés de Noël allemands.
- En Autriche : Vienne, Graz, Innsbruck, Salzbourg, Kitzbühel, Linz, Villach et Klagenfurt.
- En Belgique :
  - À Bruxelles l'événement est thématique et s'appelle Plaisirs d’Hiver.
  - À Liège, c'est un village de Noël.
  - À Mons, le marché de Noël s'appelle Mons, Cœur en Neige. Celui-ci se tient chaque année en décembre et janvier sur la Grand-Place et depuis 2014, il s'étend sur la place du Marché aux Herbes.

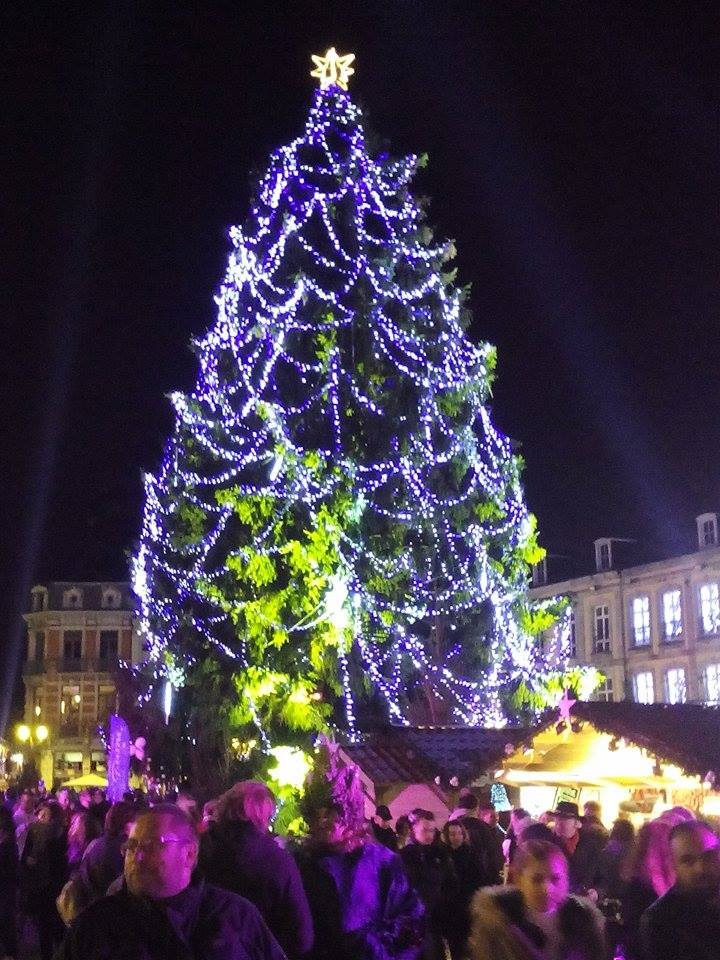
Marché de Noël de Mons, en Belgique en 2014.

- - D'autres marchés aussi à Anvers, Bruges, Gand, Namur, Ostende, Tournai et Ypres.
  - Depuis 1990, le plus petit marché de Noël se trouve sur l'entité de Herstal à Milmort au pied de l'église (100 mètres) avec un seul chalet et des dégustations.
- Au Canada : 
  - Un marché de Noël est organisé à Québec, depuis 2008, par la Communauté allemande de Québec.
  - Un marché de Noël se tient à Joliette au Québec depuis le 23 novembre 2007
  - Un marché de Noël français à Toronto, le Toronto French Fair depuis 2014.
  - Depuis 2014, Gatineau a aussi son marché de Noël traditionnel dans le Carré Patrimonial, organisé par la Corporation du défilé du Père Noël.
  - Un marché se tient également à L'Assomption.

- En France :

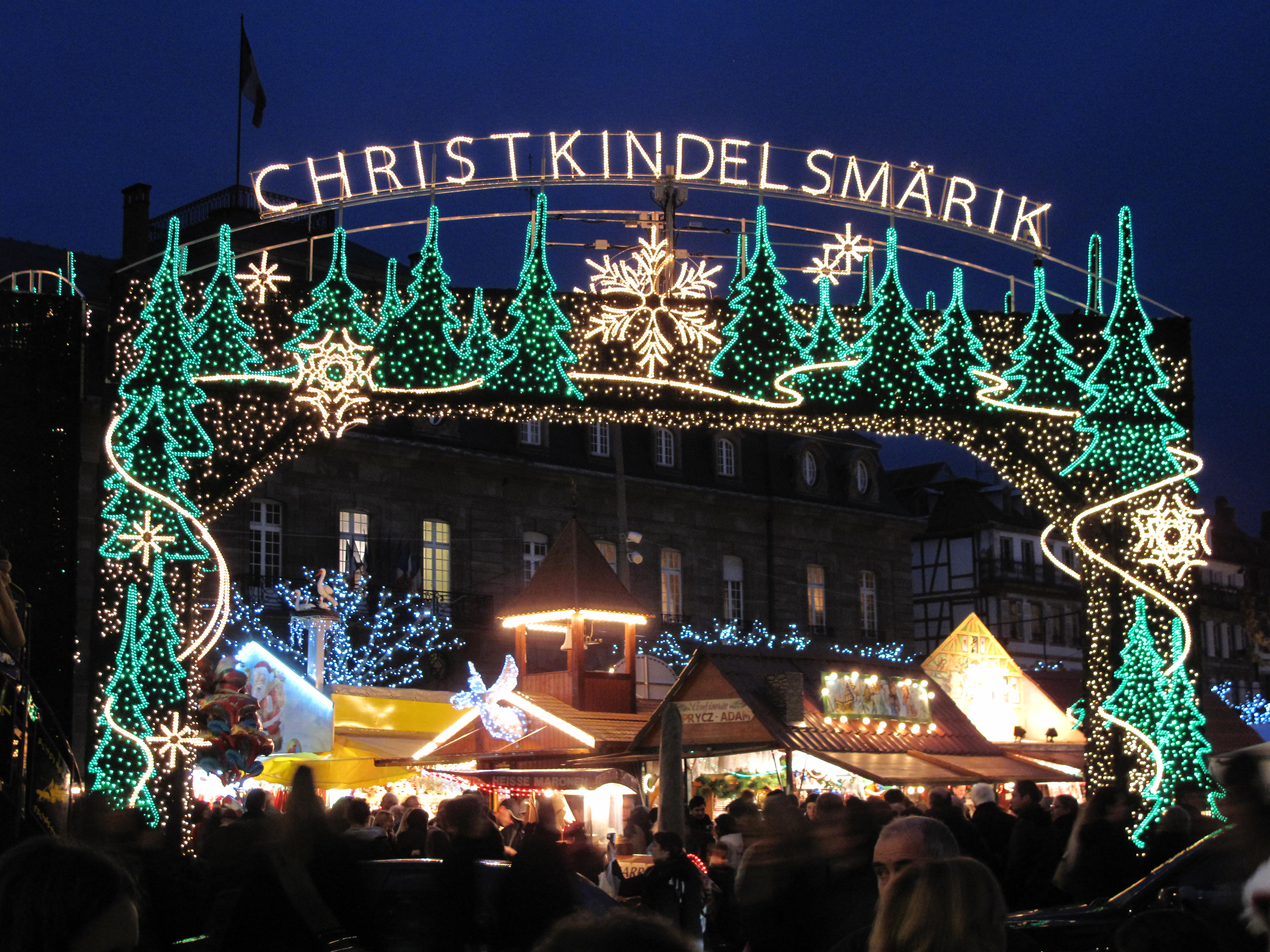
Marché de Noël à Strasbourg (Alsace) en 2009.

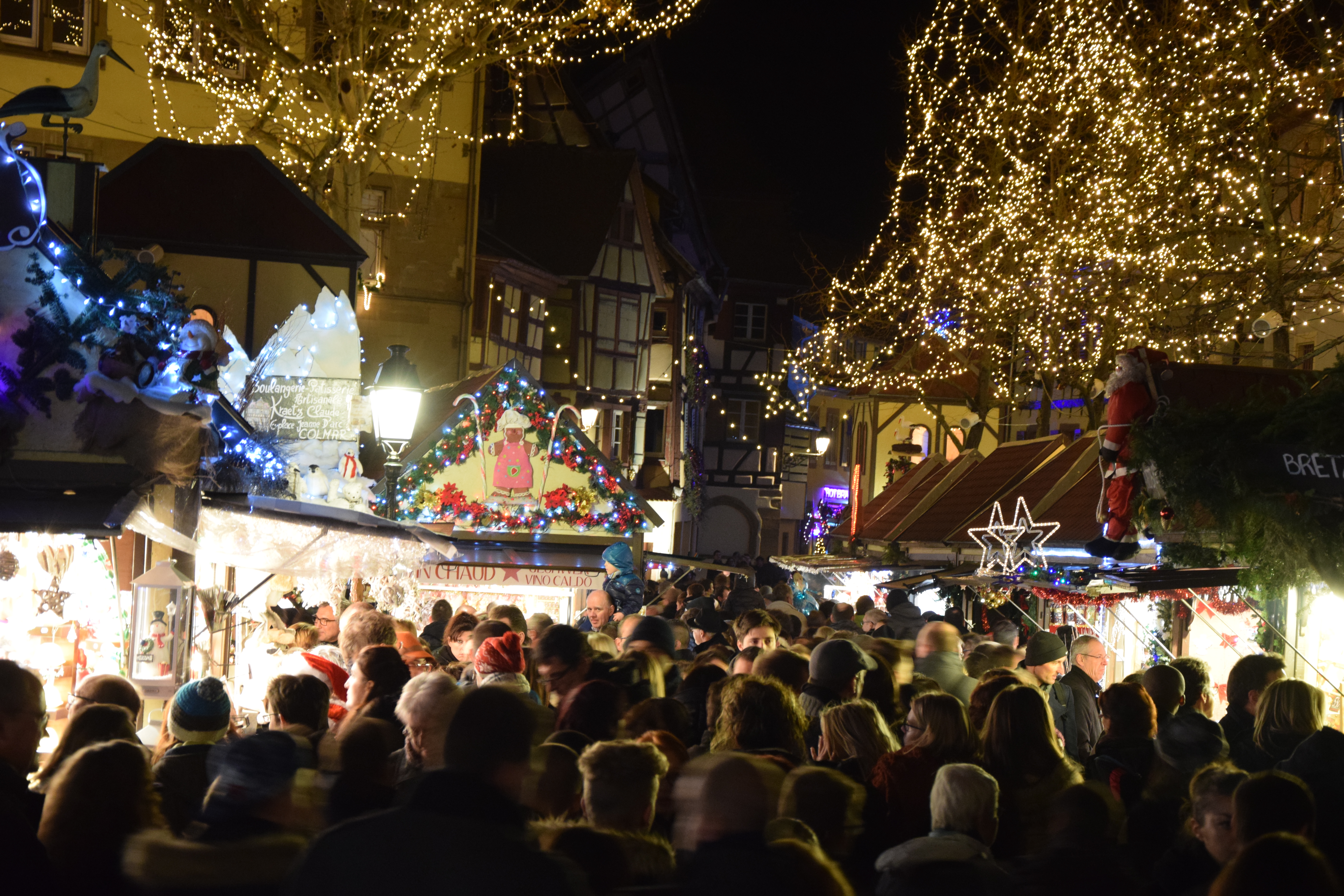
Un des cinq marchés de Noël de Colmar (Alsace) en 2014.

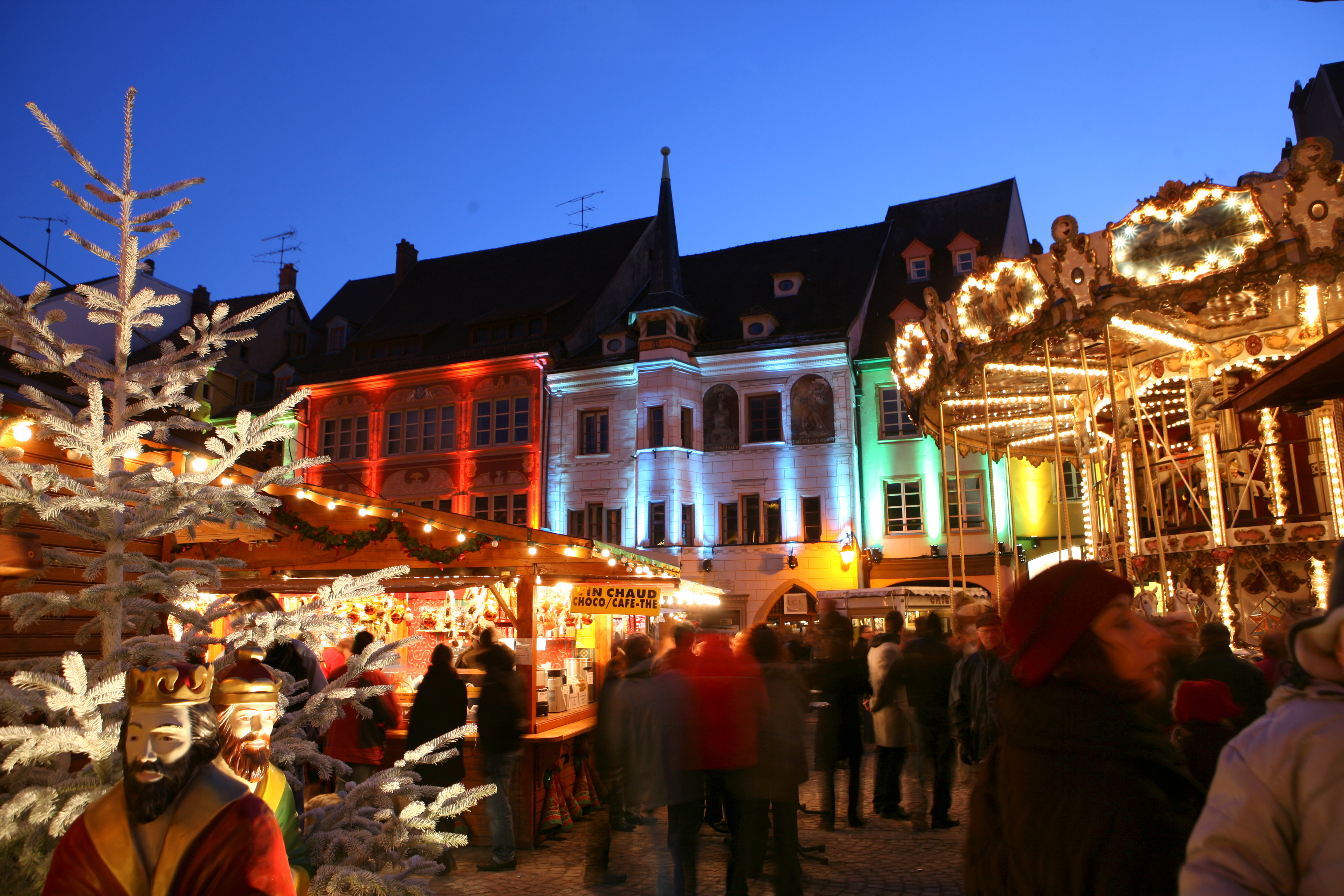
Marché de Noël à Mulhouse (Alsace) en 2008.

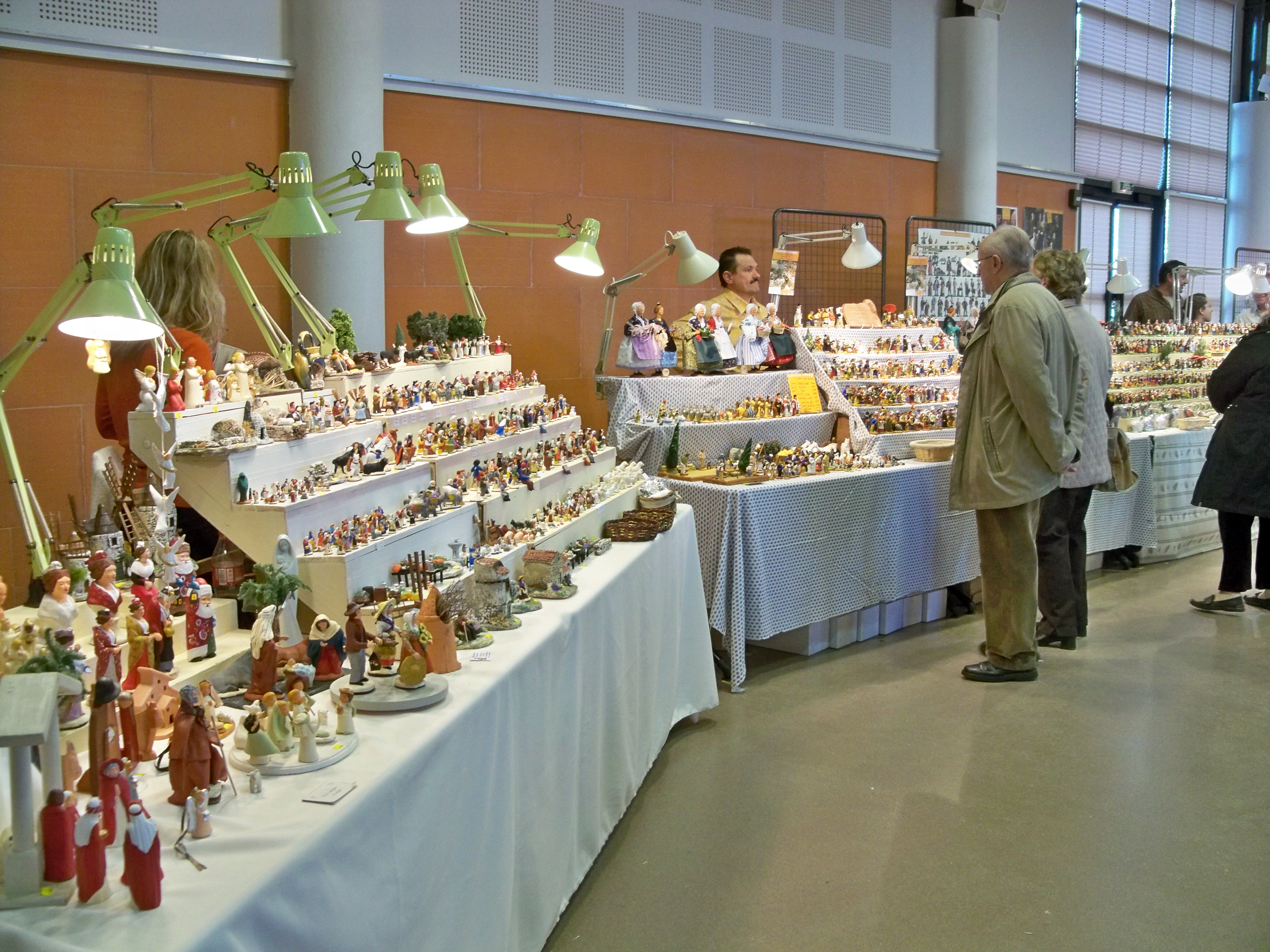
Foire aux santons en Provence lors d'un marché de Noël (Fontvieille, 2010).

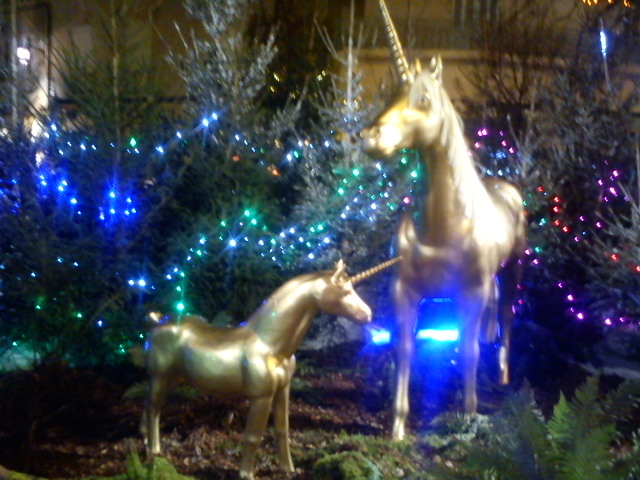
Marché de Noël de Castres (Tarn) en 2012, l'un des plus populaires d'Occitanie.

  - En Alsace : Le plus célèbre en France, est le marché de Noël de Strasbourg. Appelé Christkindelsmärik, sa première édition date de 1570[10]. En 1992, la ville se proclamme Capitale de Noêl et installe, à partir de 1994, un grand sapin pendant la période du marché[11]. Fin 2014, Strasbourg obtient le titre de meilleur marché de Noël 2015 attribué par l'organisation européenne European best destinations[12]. Après les attentats du 13 novembre 2015 à Paris, la 445e édition du marché de Noël de Strasbourg est maintenue, mais dans un format sécurisé[13]. Le 11 décembre 2018 un attentat fait 5 morts et 11 blessés[14]. En 2023, la fréquentation du Marché de Noël de Strasbourg est de 3,3 millions de visiteurs[15].
  - En Alsace, plusieurs villes tiennent des marchés de Noël[15] : Kaysersberg, créé en 1987 comme Haguenau, Colmar (depuis 1988), Ribeauvillé (depuis 1989), Riquewihr (depuis 1990), Obernai (depuis 1991), Mulhouse (depuis 1991), Neuf-Brisach, Turckheim, Thann, Traenheim, Val-de-Moder, Eguisheim, Wissembourg, Munster[16]...
  - En Région Aquitaine : plusieurs villes organisent des marchés de Noël : Bayonne, Bordeaux, Limoges, Poitiers, Sarlat[17].
  - En Région Occitanie : dans le Tarn, le Marché de Noël de Castres est l'un des plus populaires du département et de la région, il y a d'autres marchés de Noël comme notamment à Toulouse et Montpellier
  - En Bourgogne, c'est Dijon qui organise son Marché de Noël dans le cadre du Noël Extraordinaire.
  - En Région Bretagne, les marchés de Noël de Rennes (autour de la place du Parlement-de-Bretagne) et de Brest (Place de la liberté) sont les plus importants. D'autres marchés de Noël se tiennent à Lamballe dans les écuries du haras national, à Trégueux ou le marché du solstice à Concoret (Morbihan).
  - En région Centre-Val de Loire : à Theillay 41300, il y a un petit marché de Noël le deuxième dimanche de l'Avent.
  - En Champagne-Ardenne, le Marché de Noël de Reims est situé autour de la cathédrale Notre-Dame ; d'autres marchés ont lieu à Châlons-en-Champagne, à Sedan et à Charleville-Mézières.
  - En Corse, plusieurs villes comme Bastia Ajaccio Porticcio organisent depuis les années 2010, des marchés de Noël.
  - En Franche-Comté : Chaque année est organisé le marché de Noël de Montbéliard. Il existe par ailleurs un marché à Besançon.
  - En Île-de-France : plusieurs marchés de Noël sont installés à Paris : à La Défense, au pied de la Grande Arche ; aux Champs-Élysées ; à Noisy-le-Grand, au centre-ville, en Seine-Saint-Denis et celui de Marne-la-Vallée/Val d'Europe, près de Disneyland Paris Resort, en Seine-et-Marne.
  - En Lorraine : Les Noëls de Moselle, de renommée mondiale attirent chaque année plus de 2 millions de visiteurs. Traditionnellement, presque chaque ville ou village de Moselle organise son marché de Noël. Le marché de Noël de Metz avec son célèbre sentier des lanternes, est, en termes de fréquentation, le deuxième de France après Strasbourg[18]. Il existe également un marché de Noël à Nancy et un à Sarreguemines.
  - En Moselle germanophone il est appelé Christkindelsmärk / Chrëschtmaart ou encore Wihnachtsmärk.
  - En Nord-Pas-de-Calais : le marché de Noël d’Arras est l'un des plus réputés de la région Hauts-de-France. Tandis qu'à Lille, le marché de Noël et sa grande roue attirent plus d’un million de visiteurs chaque année (environ 1,3 million en 2009)[19]. Il en existe aussi à Béthune, à Hautmont.
  - En Normandie, le marché de Noël de Rouen est situé place de la Cathédrale. Il intègre le programme d'animations "Rouen Givrée" au mois de décembre.
  - En Pays de la Loire, le marché de Noël de Nantes a lieu place Royale et p du Commerce. Le marché de Noël d'Angers est surnommé Soleils d'Hiver. Il se situe sur la place du Ralliement et tout le long de la rue Lenepveu.
  - En Picardie : les marchés de Noël sont nombreux : à Beauvais, Saint-Quentin et Amiens qui ressort.
  - En Provence : À Marseille, la foire aux santons (datant de la fin du XIXe siècle) est ouverte dès la fin du mois de novembre, et jusqu'au 31 décembre. Le week-end qui précède Noël est organisé le « Grand Marché de Noël des Créateurs » qui rassemble sur le cours Julien de nombreux commerçants. Il existe aussi un marché de Noël à Avignon sur la place de l'Horloge.
  - En Rhône-Alpes se tiennent ceux de Lyon, Annecy, Grenoble et Saint-Étienne. Il existe aussi un petit marché de Noël à Trévignin, sur les pentes du mont Revard, au-dessus d'Aix-les-Bains, marché créé par le jumelage franco-allemand avec le village d'Olfen (Odenwald) (de). Valence, dans la Drome, organise depuis quelques années un village de Noël.
- Au Luxembourg, celui de Luxembourg-Ville.
- Aux Pays-Bas, ceux de Dordrecht et Maastricht.
- En Suisse : Montreux ainsi que Bâle, Berne, Bremgarten, Brienz, Willisau, Winterthour, Lausanne, Lucerne, Neuchâtel, Genève (rue du Mont-Blanc, parc des Bastions), Zurich et bien d'autres villes organisent un marché de Noël.
- Autres pays :
  - en Italie : Bolzano, Vipiteno, Bressanone, Merano, Trente, Arco, Levico, Rovereto, dans le Trentin-Haut-Adige; Trieste, Udine, Pordenone, Sauris, San Daniele del Friuli, Moggio Udinese, Villa Santina, San Vito al Tagliamento, Spilimbergo, Palmanova, Sacile, Muggia dans le Frioul-Vénétie julienne; Venise, Belluno, Conegliano en Vénétie, Turin dans le Piémont, Bologne en Émilie-Romagne, Rome dans le Latium, Naples en Campanie.
  - à Monaco : Monaco.
  - en Espagne : Madrid.
  - en Grèce : Athènes.
  - au Royaume-Uni : Londres (Hyde Park)[20], Bath, Birmingham, Bournemouth, Canterbury, Lincoln, Cheltenham, Nottingham, Chester, Liverpool, Leeds, Manchester, Oxford, Portsmouth, Belfast, St-Edmunds, Winchester, Édimbourg et Glasgow.
  - en Irlande : Dublin, Killarney.
  - au Danemark : Copenhague, Odense et Aarhus.
  - en Suède : Stockholm, Skansen et Göteborg.
  - en Norvège : Oslo et Trondheim.
  - en Finlande : Helsinki, Turku et Rovaniemi.
  - en Lettonie : Riga.
  - en Estonie : Tallinn.
  - en Pologne : Cracovie.
  - en République tchèque : Prague (Place de la Vieille-Ville).
  - en Slovaquie : Bratislava.
  - en Hongrie : Budapest (Vörösmarty tér).
  - en Roumanie : Sibiu.
  - en Slovénie : Ljubljana.
  - au Cameroun : Douala.
  - au Japon : Sapporo (Parc Ōdōri), Tokyo (Ginza International Forum).
  - en Russie : Moscou.
  - à Taïwan : Taipei. (au pied de la tour « Taipei 101 »)